# William Bludworth
William John Bludworth é um personagem fictício da série de filmes Final Destination, interpretado por Tony Todd. Ele aparece em Final Destination, Final Destination 2, Final Destination 5 e Final Destination: Bloodlines. William Bludworth é o dono da funerária Bludworth e tem conhecimento sobre a Morte e suas forças ou capacidades.

## Nos filmes

### Final Destination
No primeiro filme, Alex Browning e Clear Rivers entram de fininho no necrotério para ver o cadáver de Tod Waggner. Bludworth encontra eles no ato e pergunta por que vieram. Oferecendo sua ajuda, ele explica para eles a regra da Morte: Aqueles que enganaram a Morte serão revisitados por ela novamente para que a Morte possa retomar as vidas que deveriam ter sido perdidas. Bludworth também conta aos dois sobre a lista da Morte (uma lista com a ordem em que cada sobrevivente deveria ter morrido no incidente original) e como ela será usada contra neles. Ultimamente, ele diz que arruinar a lista pode afetar os sobreviventes restantes. Bludworth também avisa sobre as consequências de mexer com o design da Morte.

### Final Destination 2
No segundo filme, Bludworth é revisitado por Clear, que estava junta de Kimberly Corman e Thomas Burke, os três querendo ajuda para enganar a morte. Porém, Bludworth só mencionou para eles a regra da vida e morte: Uma nova vida pode derrotar a morte. Os personagens pensam primeiramente que isso significa o nascimento de um bebê que deveria ter morrido junto com a mãe no acidente. Porém, depois é revelado que se um dos sobreviventes morresse e fosse ressuscitado, eles derrotariam a Morte. Kimberly eventualmente se afoga intencionalmente e é ressuscitada por RCP.

### Final Destination 5
Apesar de estar ausente no terceiro e no quarto filme, Bludworth reaparece no quinto filme. Neste filme, ele é um médico legista que os personagens encontram várias vezes, e informa que eles só poderão sobreviver se tirarem a vida de outra pessoa, assim ganhando a expectativa de vida dela. Essa revelação mais tarde incitaria Peter Friedkin a tentar matar Molly Harper.

## Recepção
A performance de Todd recebeu avaliações positivas de críticos. Joe Leydon da Variety cumprimentou sua performance, dizendo que “Todd - um veterano em histórias assustadoras depois da série "Candyman" - atua com prazer suficiente para se posicionar como um provável retornado para Final Destination 2". Brett Gallman de Oh, The Horror! disse que a interpretação sinistra de Todd “criou um dos personagens mais memoráveis do gênero nos últimos tempos, apesar de ele só ter aparecido duas vezes por um total de 5 minutos na série.”
Por outro lado, o papel de Todd em Final Destination 2 não foi tão bem recebido em comparação, com críticas quanto a baixa quantidade de cenas com Todd. Robert Koehler da Variety não gostou que Todd teve somente uma cena, que Koehler considerou “distintamente fraca”. Gallman de Oh, The Horror! comentou sobre o papel de Todd "cujo propósito ainda não foi revelado na franquia"."
Eric Goldman, da IGN, elogiou a volta de Todd em Final Destination 5, dizendo que "Ao retornar, ele traz uma tonelada de sua gravidade, humor e arrepios ao papel". Goldman também comentou que ele espera que o personagem retorne para uma sequência.
Amy West, da GamesRadar+, referiu-se ao personagem como um "favorito dos fãs" e um "ícone do terror". Kayla Turner do Screen Rant ranqueou Bludworth como o melhor personagem na franquia Final Destination por seu caráter misterioso porém convincente, e pela complexidade que ele trouxe para a narrativa.